# Jolanta Fajkowska
Jolanta Fajkowska (ur. 1963 w Kętrzynie) – polska dziennikarka i prezenterka telewizyjna, z wykształcenia slawistka i historyk sztuki.

## Życiorys
Ukończyła XXXIII Liceum Ogólnokształcące im. M. Kopernika w Warszawie, a następnie Uniwersytet Karola w Pradze. Stypendystka BBC w Londynie, National Forum Foundation w Waszyngtonie i Fundacji Kościuszkowskiej w Nowym Jorku. W 1986 roku rozpoczęła telewizyjną karierę w Teleexpressie (TVP1), współtworząc ten program razem z jego pierwszą ekipą. Od 1987 była publicystką i jedną z prezenterek studia oprawy TVP2, a także prowadzącą m.in. Magazyn 102, Telekonferencje, Spięcia, Randez-vous z..., Kinoman, Jazda kulturalna. Współpracowała także z Radiem dla Ciebie. Program Pytanie na śniadanie zaczęła prowadzić we wrześniu 2006 roku, a od października 2007 prowadziła serwisy kulturalne w TVP Info. Prowadziła w radiu Vox FM autorski cykl Autografy. W ramach współpracy z Uniwersytetem Warszawskim prowadziła zajęcia ze studentami Wydziału Dziennikarstwa. Jest członkinią Komisji Języka w Mediach przy Radzie Języka Polskiego Polskiej Akademii Nauk. W Europejskiej Unii Kobiet – Sekcja Polska jest rzeczniczką prasową.
Zrealizowała liczne reportaże z wydarzeń kulturalnych w Polsce i na świecie. Relacjonowała m.in. Międzynarodowy Festiwal Filmowy w Cannes, Festiwal Polskich Filmów Fabularnych w Gdyni, Festiwal Dialogu Czterech Kultur w Łodzi, Festiwal Kultury Żydowskiej na krakowskim Kazimierzu, Festiwal Polskich Filmów w Los Angeles, Międzynarodowy Konkurs Pianistyczny im. Fryderyka Chopina w Warszawie.
Przeprowadziła wiele wywiadów dla TVP i prasy z gwiazdami polskiego i światowego show-businessu, m.in. ze Stingiem, Richardem Gere’em, Plácido Domingo, José Curą, Isabellą Rossellini, Catheriną Zeta-Jones, Anthonym Hopkinsem, Goranem Bregoviciem.
W 2010 roku była polską Ambasadorką Roku Walki z Ubóstwem i Wykluczeniem Społecznym, ustanowionym w 2010 przez Parlament Europejski. Jest ambasadorką kampanii społecznej Stop rakowi szyjki macicy!.
W latach 2011–2016 prowadziła najpierw w TVP2, a następnie w TVP Info cykliczny program poświęcony organizacjom pozarządowym Pożyteczni.pl. Od października 2014 prowadzi w Polsat Cafe program Fajka pokoju.
Od października 2016 do września 2020 roku była zastępcą kierownika redakcji rozrywki w Programie I Polskiego Radia oraz szefową redakcji i prowadzącą audycji Cztery pory roku. We wrześniu 2020 roku odeszła z PR1.
Ufundowała wraz z Katarzyną Dowbor nagrodę dla młodych dziennikarzy Młodzieżówka TV.

## Filmografia
- 2007: Plebania jako ona sama (gościnnie).
- 2002: Chopin. Pragnienie miłości, reż. Jerzy Antczak, jako rzecznik prasowy filmu.
- 2000: Sen o kanapce z żółtym serem, reż. Daniel Kozakiewicz.
- 1999: Tydzień z życia mężczyzny, reż. Jerzy Stuhr jako ona sama.
- 1998: Złotopolscy jako ona sama (gościnnie).
- od 1997: Klan jako ona sama (gościnnie).
- 1994: Jest jak jest (gościnnie).
- 1992: Pamiętnik znaleziony w garbie, reż. Jan Kidawa Błoński jako reporterka.
- 1989: Rififi po sześćdziesiątce, reż. Paweł Trzaska jako dziennikarka telewizyjna.
- 1988: Łabędzi śpiew, reż. Robert Gliński jako reporterka.

## Twórczość
- w 2015 roku wydała Muzyka z profilu i en face/Rozmowy o jazzie[7]

## Nagrody
- Srebrny Medal „Zasłużony Kulturze Gloria Artis”.
- Medal Powstania w Getcie Warszawskim im. Mordechaja Anielewicza.
- Srebrny As Polskiego Klubu Biznesu.
- Złota Perła i inne nagrody branżowe.
- Mistrz Mowy Polskiej[8].
- Wielokrotnie nominowana do nagród Telekamery.
- Kobieta Sukcesu Warmii i Mazur 2008.

## Życie prywatne
Jest córką Józefa Fajkowskiego, historyka ruchu ludowego i byłego ambasadora PRL w Finlandii. Jest żoną prawnika (sędziego Sądu Apelacyjnego w Warszawie) Krzysztofa Karpińskiego i matką aktorki Marii Niklińskiej.